# Castellavazzo
Castellavazzo (bis Ende 2011 noch Castello Lavazzo; venetisch: Castèl) ist eine Fraktion der italienischen Gemeinde (comune) Longarone in der Provinz Belluno, Region Venetien. 

## Geografie
Castellavazzo liegt etwa 18 Kilometer nördlich von Belluno am Piave auf einer Höhe von 498 m. s. l. m.

## Geschichte
Am 9. Oktober 1963 ereignete sich bei Vajont südöstlich des Ortsteils Codissago in der Nachbargemeinde Erto e Casso eine Katastrophe, als die Vajont-Staumauer nach einem gewaltigen Erdrutsch in den Stausee von einer 70 m hohen Flutwelle überspült wurde und dabei etwa 25 Millionen Kubikmeter Wasser auf einen Schlag durch die enge Vajont-Schlucht ins weite Tal des Piave gedrückt wurden, wo die entstandene Druckwelle und die nachfolgende Flut zu enormen Zerstörungen führten. Dabei starben etwa 2000 Menschen. 
Der Gemeinderat von Castellavazzo hat als erste Gemeinde Venetiens offiziell die Abhaltung eines Referendum über die Unabhängigkeit der Region Venetien in Anlehnung an Schottland, Katalonien und den Kosovo gefordert.
Am 21. Februar 2014 wurde Castellavazzo mit der Gemeinde Longarone zusammengeschlossen. Die neue Gemeinde behielt den Namen Longarone. Zu Castellavazzo gehörten die Fraktionen Codissago, Olantreghe und Podenzol. Die Gemeinde gehörte zur Comunità Montana Cadore Longaronese Zoldo und grenzte unmittelbar an die Region Friaul-Julisch Venetien.

## Verkehr
Durch das ehemalige Gemeindegebiet führt die Strada Statale 51 di Alemagna von San Vendemiano nach Toblach. Der Bahnhof von Castellavazzo an der Bahnstrecke Belluno–Calalzo wird nicht mehr bedient.